# Damien Cardace

a Compétitions nationales et continentales officielles uniquement.

b Matchs officiels uniquement.
Damien Cardace, né le 16 octobre 1992, est un ancien joueur de rugby à XIII français évoluant principalement au poste d'ailier. Formé au FC Lézignan et grand espoir du rugby à XIII français, il rejoint en 2012 les Dragons Catalans. Ses bonnes performances avec ces derniers l'amènent en équipe de France y disputant notamment la Coupe du monde 2013 à la suite des blessures de Mathias Pala et Clément Soubeyras.

## Biographie
Formé au FC Lézignan, il y devient titulaire à seulement dix-huit ans. En 2011, il remporte le Championnat de France et connaît sa première sélection en équipe de France le 5 novembre 2013 contre l'Irlande.
Rapidement dans le viseur des Dragons catalans, il y signe à partir de 2012. Son premier match avec les Dragons catalans est ponctué de quatre essais contre Widnes en Coupe d'Angleterre, et est élu espoir de l'année du club. Evoluant comme ailier, il fait ses gammes dans la réserve des Dragons le Saint-Estève XIII catalan, effectuant des apparitions sporadiques avec les Dragons. A 21 ans, non sélectionné pour la Coupe du monde 2013, il bénéficie des forfaits de Mathias Pala et Clément Soubeyras pour faire partie de la liste des vingt-quatre joueurs retenus.
Il est retenu dans la liste des vingt-quatre joueurs sélectionnés pour disputer la Coupe du monde 2017.
Damien Cardace met fin à sa carrière en juillet 2022.

## Palmarès

### En club
- Collectif : 
  - Vainqueur du Championnat de France : 2021[3] (Lézignan).
  - Finaliste du Championnat de France : 2017 (Lézignan).
  - Finaliste de la Coupe de France : 2017 (Lézignan).

## Détails

### En sélection

#### Coupe du monde
| Édition         | Rang               | Résultats France | Résultats Cardace | Matchs Cardace |
| --------------- | ------------------ | ---------------- | ----------------- | -------------- |
| Angleterre 2013 | Quart-de-finaliste | 1 v, 0 n, 3 d    | 0 v, 0 n, 1 d     | 1/4            |
| Australie 2017  | 1er tour           | 0 v, 0 n, 4 d    | 0 v, 0 n, 1 d     | 1/4            |

Légende : v = victoire ; n = match nul ; d = défaite.

#### Détails en sélection
| 1. | 5 novembre 2011  | Irlande        | 46-10 | Coupe d'Europe | Remplaçant | 0 | 0 | 0 | 0 |
| 2. | 3 novembre 2012  | Angleterre     | 6-44  | Amical         | Ailier     | 0 | 0 | 0 | 0 |
| 3. | 16 novembre 2013 | Angleterre     | 6-34  | Coupe du monde | Ailier     | 0 | 0 | 0 | 0 |
| 4. | 18 octobre 2014  | Irlande        | 12-22 | Coupe d'Europe | Centre     | 0 | 0 | 0 | 0 |
| 5. | 25 octobre 2014  | Pays de Galles | 42-22 | Coupe d'Europe | Centre     | 0 | 0 | 0 | 0 |
| 6. | 31 octobre 2014  | Écosse         | 38-22 | Coupe d'Europe | Ailier     | 0 | 0 | 0 | 0 |
| 7. | 17 octobre 2015  | Irlande        | 31-14 | Amical         | Ailier     | 0 | 0 | 0 | 0 |
| 8. | 13 octobre 2017  | Jamaïque       | 34-12 | Amical         | Ailier     | 4 | 1 | 0 | 0 |
| 9. | 29 octobre 2017  | Liban          | 18-29 | Coupe du monde | Centre     | 4 | 1 | 0 | 0 |

### En club
| Saison    | Club                      | Compétition           | Matchs | Points | Essais | Goals | Drops |
| --------- | ------------------------- | --------------------- | ------ | ------ | ------ | ----- | ----- |
| 2009-2010 | FC Lézignan               | Championnat de France | 1      | 4      | 1      | -     | -     |
| 2010-2011 | FC Lézignan               | Championnat de France | 6      | 24     | 6      | -     | -     |
| 2011-2012 | Saint-Estève XIII catalan | Championnat de France | 8      | 12     | 3      | -     | -     |
| 2011-2012 | Dragons catalans          | Super League          | 9      | 20     | 5      | -     | -     |
| 2012-2013 | Saint-Estève XIII catalan | Championnat de France | 10     | 36     | 9      | -     | -     |
| 2013-2014 | Saint-Estève XIII catalan | Championnat de France | 9      | 24     | 6      | -     | -     |
| 2013-2014 | Dragons catalans          | Super League          | 3      | 16     | 4      | -     | -     |
| 2014-2015 | Saint-Estève XIII catalan | Championnat de France | 2      | -      | -      | -     | -     |
| 2014-2015 | Dragons catalans          | Super League          | 10     | 20     | 5      | -     | -     |
| 2015-2016 | FC Lézignan               | Championnat de France | 17     | 60     | 15     | -     | -     |
| 2016-2017 | FC Lézignan               | Championnat de France | 14     | 48     | 12     | -     | -     |
| 2017-2018 | FC Lézignan               | Championnat de France | 9      | 28     | 4      | 6     | -     |
| 2018-2019 | FC Lézignan               | Championnat de France | 16     | 76     | 6      | 26    | -     |
| 2019-2020 | FC Lézignan               | Championnat de France | 11     | 20     | 5      | -     | -     |
| 2020-2021 | FC Lézignan               | Championnat de France | 15     | 36     | 9      | -     | -     |
| 2021-2022 | FC Lézignan               | Championnat de France | 14     | 12     | 3      | -     | -     |